# Biathlon ai VII Giochi asiatici invernali
Le gare di biathlon dei VII Giochi asiatici invernali si sono svolte dal 31 gennaio al 6 febbraio 2011, ad Almaty, in Kazakistan. In programma sette gare.

## Calendario
| Uomini |               | 10 km sprint | 12,5 km inseguimento |  | 20 km individuale |   | Staffetta 4x7,5 km | 4 |
| Donne  | 7,5 km sprint |              |                      |  | 15 km individuale |   | Staffetta 4x6 km   | 3 |
| Totale | 1             | 1            | 1                    |  | 2                 | 1 | 1                  | 7 |

## Podi

### Uomini
| Gara                 | Oro                                                                        | Tempo     | Argento                                                     | Tempo     | Bronzo                                              | Tempo     |
| 10 km sprint         | Aleksandr Červjakov                                                        | 29'01.6   | Ren Long                                                    | 29'07.9   | Junji Nagai                                         | 29'35.1   |
| 12,5 km inseguimento | Aleksandr Červjakov                                                        | 35'42.8   | Junji Nagai                                                 | 36'17.2   | Ren Long                                            | 36'41.5   |
| 20 km individuale    | Junji Nagai                                                                | 1:00'41.2 | Ren Long                                                    | 1:01'54.0 | Zhonghai Li                                         | 1:02'54.3 |
| Staffetta 4x7,5 km   | Kazakistan Aleksandr Červjakov Nikolaj Brajčenko Jan Savickij Dias Kenešev | 1:21'03.5 | Giappone Junji Nagai Hidenori Isa Kazuya Inomata Satoru Abo | 1:23'22.0 | Cina Ren Long Zhang Chengye Chen Haibin Zhonghai Li | 1:26'12.1 |

### Donne
| Gara              | Oro                                                                             | Tempo     | Argento                                              | Tempo     | Bronzo                                                         | Tempo     |
| 7,5 km sprint     | Wang Chunli                                                                     | 23'12.1   | Elena Chrustalëva                                    | 23'21.6   | Marina Lebedeva                                                | 24'06.9   |
| 15 km individuale | Elena Chrustalëva                                                               | 53'16.8   | Fuyuko Tachizaki                                     | 54'31.7   | Marina Lebedeva                                                | 54'36.3   |
| Staffetta 4x6 km  | Kazakistan Marina Lebedeva Ol'ga Poltoranina Irina Moževitina Elena Chrustalëva | 1:25'17.0 | Cina Wang Chunli Jialin Tanh Yinghui Xu Liu Yuanyuan | 1:29'11.2 | Giappone Fuyuko Tachizaki Itsuka Owada Ayako Mukai Natsuko Abe | 1:29'37.7 |

## Medagliere
| Posizione | Paese      | Oro | Argento | Bronzo | Totale |
| --------- | ---------- | --- | ------- | ------ | ------ |
| 1         | Kazakistan | 5   | 1       | 2      | 8      |
| 2         | Cina       | 1   | 3       | 3      | 7      |
| 3         | Giappone   | 1   | 3       | 2      | 6      |
| Totale    | Totale     | 7   | 7       | 7      | 21     |